# 송종헌
송종헌(宋鍾憲, 1876년 10월 19일 ~ 1949년 5월 21일)은 일제강점기의 조선귀족 백작이다. 백작 송병준 사후 백작위를 물려받았다. 창씨개명 후 이름은 노다 소노리(일본어: 野田鍾憲)이며 본적은 경기도 용인군 내사면이다.

## 생애
1904년 일진회 평의원으로 활동했던 경력이 있다. 1921년 송병준이 설립한 조선소작인상조회에 20명의 발기인 중 한 명으로 참여했다. 1925년 송병준이 사망하자 그의 백작 작위를 물려받았고, 1945년 3월 일본 귀족원 의원으로 임명되었다.

## 사후
- 2008년 민족문제연구소에서 친일인명사전에 수록하기 위해 정리한 친일인명사전 수록예정자 명단에 포함되었으며 2009년 친일반민족행위진상규명위원회가 발표한 친일반민족행위 705인 명단에도 포함되었다.
- 송종헌의 손자 등 후손들은 일제 강점기에 송병준이 일본 정부로부터 받은 여러 곳의 토지와 관련하여 수차례 소송을 낸 바 있다.[4] 2007년 대한민국 친일반민족행위자재산조사위원회는 송종헌과 송병준의 재산을 국가로 환수하기로 결정했다.[5]

## 가족 관계
- 아버지: 송병준
  - 아들: 송재구(宋在龜)[6]
    - 종손: 송준호, 송돈호(宋墩鎬, 1945년 - )[7]

## 같이 보기
- 일진회

## 참고자료
- 반민족문제연구소 (1993년 2월 1일). 〈송병준 : 이완용과 쌍벽을 이룬 친일매국노 제1호 (강창일)〉. 《친일파 99인 1》. 서울: 돌베개. ISBN 9788971990117.